# Ana Ann
Ana Ann (* 1984 im Vereinigten Königreich) ist eine ehemalige britische Popsängerin.

## Leben
Ana Ann stellte sich auf ihrer Homepage und in der Presse als Ausnahmetalent vor, das in ihrer Heimat je ein Schuljahr in der Elementary School und der High School übersprungen hatte und mit 19 Jahren einen Universitätsabschluss (Major) an der London Guildhall University in Internationalen Beziehungen und Modernen Sprachen erreicht haben soll. Musikalisch betätigte sie sich an Keyboard und Klavier.
Nachdem sie von Produzent und Remixer Blacksmith empfohlen wurde, wurde das deutsche Label Deshima Music um Hans Derer auf Ana Ann aufmerksam. Zusammen mit dem elterlichen Label LL Records wurde eine Marketing-Kampagne um die zu diesem Zeitpunkt 19-jährige Sängerin ersonnen. Ana Ann wurde als unabhängige Künstlerin vermarktet, die abseits von damals populären Teenie-Stars wie Christina Aguilera und Britney Spears, eher durch musikalische Qualität im Bereich Soul und R&B überzeugen sollte. So begann eine Marketing-Kampagne mit Werbeclips auf MTV und VIVA sowie im Kino. Die erste Single Ride wurde am 17. Februar 2003 veröffentlicht und wurde ein Hit in Großbritannien, wo sie Platz 24 erreichte. In Deutschland streifte der Song die Charts auf Platz 96. Bereits für den 31. März war das Debütalbum Cosmoplitana angekündigt. In diversen Zeitschriften wie Stern und Black Music fanden Vorberichterstattungen sowie Rezensionen statt. Das Album erschien jedoch nie, nur einige Promo-CDs befanden sich im Umlauf.
2004 erschien eine weitere Vorab-Single namens Children of the World zusammen mit dem London Community Gospel  Choir. Dabei handelte es sich um eine Benefiz-Single für die UNICEF. Die Single erreichte Platz 44 der britischen Charts. Anschließend verschwand die Künstlerin aus der Öffentlichkeit.

## Diskografie
Singles
- 2002: Ride (LL Records)
- 2004: Children of the World (zusammen mit  The London Community Gospel Choir) (LL Records)